# وديع صيداوي
وديع صيداوي (1908-1989)، صحفي سوري من الرواد، كان رئيساً لتحرير جريدة ألف باء ومؤسس جريدة النصر التي استمرت بالصدور من عام 1943 وحتى 8 آذار 1963.
ولد وديع صيداوي في دمشق ودرس في الجامعة الأميركية في بيروت ثم في الجامعة السورية، حيث نال شهادة بالحقوق عام 1928. عمل محامياً لسنوات وصحفياً في جريدة ألف باء الدمشقية، التي عُين رئيساً لتحريرها حتى عام 1943. احتفالاً بقرب انتصار دول الحلفاء على النازية، أصدر العدد الأول من جريدة النصر في 5 تشرين الأول 1943. ظلّت جريدته تصدر بإنتظام حتى عام 1949 عندما تم تعطيلها بسبب موقفها الداعم للرئيس شكري القوتلي، الذي خُلع من منصبه إثر الإنقلاب العسكري الأول الذي قاده حسني الزعيم. عادت إلى القرّاء بعد عودة الحكم المدني إلى سورية وتم دمجها مع جريدة الأخبار في عهد العقيد أديب الشيشكلي سنة 1953. توقفت جريدة النصر مجدداً بقرار من الرئيس جمال عبد الناصر عام 1958 وتم إلغاء ترخيصها بعد وصول حزب البعث إلى الحكم في 8 آذار 1963. أدين وديع صيداوي بجريمة دعم الإنقلاب العسكري الذي أطاح بجمهورية الوحدة عام 1961 فغادر سورية نهائياً واستقر في لندن حتى وفاته يوم 1 آذار 1986.